# Anchieta Garden Shopping
O Anchieta Garden Shopping é um shopping center localizado no bairro Anchieta, que passou a funcionar parcialmente em 2009 nos três andares,  com um investimento total estimado em cerca de R$ 50 milhões de reais.
A primeira loja a funcionar, o Departamento de Imigração da Polícia Federal, já começou operando do terceiro andar.
Durante 2009 foram feitas obras na avenida Francisco Deslandes e ruas próximas, para facilitar o acesso ao shopping, e há previsão de obras de revitalização do Parque Julien Rien patrocinadas pelo shopping.
Com o estacionamento principal, praça de alimentação e mais de dez lojas já funcionando no início de 2010, todos os serviços do shopping pararam temporariamente no dia 3 de abril por conta do risco de desabamento de edificações vizinhas, como os edifícios Ágata e Ouro Preto. A previsão é de que os serviços do shopping voltem após a reconstrução do muro de contenção, e do aval da defesa civil.
Posteriormente, o shopping foi reaberto já com processo de expansão, cujo previsão de inauguração era para o mês de Julho de 2012.